# Danijał Gadżyjew
Danijał Gadżyjew (kaz. Даниял Магомедович Гаджиев; ur. 20 lutego 1986 w Kiziljurcie) – rosyjski, a od 2011 roku kazachski zapaśnik startujący w kategorii do 84 kg w stylu klasycznym. Siódmy w Pucharze Świata 2014 roku.
Największym jego sukcesem jest brązowy medal igrzysk olimpijskich w Londynie w kategorii 84 kg.